# Cyril Slater
Cyril Seely Slater (* 27. März 1897 in Montréal, Kanada; † 26. Oktober 1969 in Québec, Kanada) war ein kanadischer Eishockeyspieler. Bei den Olympischen Winterspielen 1924 gewann er als Mitglied der kanadischen Nationalmannschaft die Goldmedaille.   

## Karriere
Cyril Slater begann seine Karriere als Eishockeyspieler in seiner Heimatstadt bei den Montreal Victorias, für die er von 1916 bis 1933 im Amateurbereich aktiv war. Im Jahr 1924 war er zudem kurzfristig Spieler der Toronto Granites, mit denen er Kanada bei den Winterspielen 1924 vertrat. Im Anschluss an seine Eishockeykarriere wanderte Slater nach Norwegen aus. 

### International
Für Kanada nahm Slater an den Olympischen Winterspielen 1924 in Chamonix teil, bei denen er mit seiner Mannschaft die Goldmedaille gewann. 

## Erfolge und Auszeichnungen
- 1924 Goldmedaille bei den Olympischen Winterspielen